# Kazimierz Zembrzuski

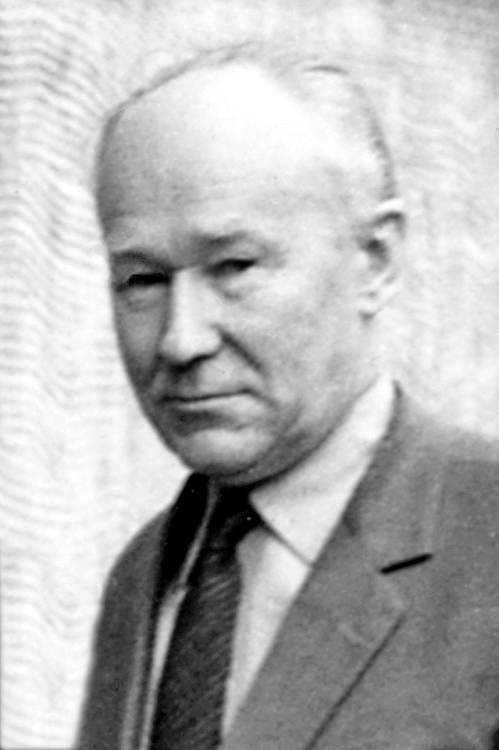
Kazimierz Zembrzuski, profesor Politechniki Warszawskiej

Kazimierz Zembrzuski (ur. 18 kwietnia 1905 w Głębokim, zm. 26 sierpnia 1981 w Warszawie) – inżynier mechanik, konstruktor; długoletni pedagog, profesor Politechniki Warszawskiej od 1936 roku; ekspert i konsultant przy Ministerstwie Komunikacji; członek PAN oraz komisji i Rad Naukowych różnych instytucji. Autor ekspertyz, opinii, prac naukowych i wielu publikacji. Laureat wielu nagród. Był twórcą jednych z pierwszych w Polsce, zaprojektowanych całkowicie samodzielnie, parowozów: w 1931 roku, wraz z zespołem którym kierował, zakończył projekt parowozu Pt31, a pięć lat później dwóch wersji parowozu Pm36 – o tradycyjnym kształcie oraz wersji nowoczesnej z aerodynamiczną obudową, który to parowóz został wyróżniony złotym medalem na Światowej Wystawie Sztuki i Techniki w Paryżu, w 1937 roku.

## Życiorys
Urodził się 18 kwietnia 1905 r. w Głębokim, w powiecie włodawskim; w rodzinie ziemiańskiej Aleksandra i Natalii z Zaleskich. Ukończył Gimnazjum im. hetmana St. Żółkiewskiego w Siedlcach, a następnie studiował na Wydziale Mechanicznym w Politechnice Warszawskiej, gdzie był wyróżniającym się uczniem prof. Antoniego Xiężopolskiego. Dyplom inżyniera mechanika uzyskał w marcu 1929 r. Przed ukończeniem studiów zaczął pracę w Referacie Doświadczalnym Ministerstwa Komunikacji, biorąc udział w badaniach parowozów.
W roku 1929, po dyplomie, podjął pracę konstruktora w Warszawskiej Spółce Akcyjnej Budowy Parowozów, skąd po paru miesiącach powołano go do służby wojskowej w Berezie Kartuskiej. Przed upływem roku został jednak zwolniony z powodu złego stanu zdrowia i, po powrocie do Warszawy i wyleczeniu się, rekomendowany przez prof. Antoniego Xiężopolskiego, w 1930 r. podjął pracę konstruktora w Pierwszej Fabryce Lokomotyw w Polsce (Fablok) w Chrzanowie, gdzie pozostał przez dziewięć lat.
Jego pierwszym zadaniem był projekt wstępny parowozu Pt pociągów pośpiesznych dla Polskich Kolei Państwowych, a następnie opracowanie projektu (głównie układu osprzętu kotła) parowozu dla Kolei Bułgarskich, który to parowóz miał mieć pewne inne podzespoły identyczne z niemieckimi projektami. Fablok miał wyprodukować 12 takich parowozów.
Jako kierownik Biura Konstrukcyjnego, w 1931 r. powrócił do szczegółowego opracowania – z całym zespołem – projektu parowozu Pt31 o układzie osi 1-4-1 i osiągalnej prędkości 110 km/godz., którego gotowe trzy prototypy zdały swój egzamin w kolejnym roku i zostały skierowane do pracy z ciężkimi pociągami pośpiesznymi. Dalsze ich badania po roku eksploatacji potwierdziły prawidłową ich konstrukcję. Do wybuchu wojny w 1939 r. już prawie sto parowozów Pt31 pracowało na polskich torach. Po wojnie projekt przedwojennego parowozu wykorzystano do skonstruowania lokomotywy Pt47.
W 1934 r. zajmował się zleconym projektowaniem parowozu dla Egiptu i równocześnie – realizując swoje, bardziej nowoczesne, rozwiązania i konstruktorskie marzenia – projektował, przy współpracy kolegi inż. Zdzisława Rytla, który był odpowiedzialny za projekt wagonów; Lekki Pociąg Pospieszny OLp-118. Pociąg o kształcie aerodynamicznym, złożony z parowozu i czterech wagonów, napędzany czterocylindrowym silnikiem przeciwbieżnym, miał osiągać prędkość 130 km/godz. (wstępny projekt tego pociągu znajduje się w Muzeum Techniki w Pałacu Kultury w Warszawie). Projekt ten został odrzucony przez Ministerstwo Komunikacji, które miało wtedy inne plany dla Polskich Kolei.
W połowie 1935 r. dostał zlecenie opracowania parowozu w wersji opływowej Pm36-1, o układzie osi 2-3-1 i maksymalnej prędkości 140 km/godz., i podobnego, ale o tradycyjnym wyglądzie Pm36-2 (parowóz ten znajduje się w parowozowni w Wolsztynie i został nazwany „Piękna Helena”). Po zaakceptowaniu projektu wstępnego Przez Ministerstwo Komunikacji, i zaakceptowaniu opływowej obudowy drewnianego modelu przez Instytut Aerodynamiki PW, we wrześniu 1936 r. ruszyła praca nad rysunkami szczegółowymi i jednoczesnym budowaniem prototypów. W rekordowym tempie, bo po dziewięciu miesiącach, parowóz aerodynamiczny wyjechał z fabryki na jazdy próbne, by w końcu maja 1937 r. – wraz z parowozem Pt31 – znaleźć się na Światowej Wystawie w Paryżu, gdzie za swoją konstrukcję i wygląd został odznaczony złotym medalem. Równocześnie, od września 1936 r. – jako następca po odchodzącym na emeryturę prof. Antonim Xiężopolskim – inż. Zembrzuski został zaangażowany jako profesor nadzwyczajny kontraktowy w Politechnice Warszawskiej.
Zajęty coraz bardziej swoją pracą dydaktyczną, w lecie 1939 r. przeniósł się wraz z rodziną do Warszawy. W czasie okupacji prowadził wykłady maszyn parowych w Szkole Technicznej im. Wawelberga i Rotwanda, następnie w Wyższej Szkole Technicznej, a także na prywatnych kompletach, w domach słuchaczy.
W 1945 r. zgłosił się na swoje przedwojenne stanowisko, ale Ministerstwo Oświaty skierowało go do czynnej już wtedy Politechniki Łódzkiej, gdzie objął Katedrę Parowozów i Silników Parowych, i jako Dziekan Wydziału Mechanicznego w latach od 1946 do początku 1948 r. organizował pracę Wydziału.
W styczniu 1948 r., po powojennym uruchomieniu Politechniki Warszawskiej, objął w niej Katedrę Budowy Lokomotyw (potem nazwaną Katedrą Pojazdów Szynowych i po kolejnych reformach na wydziale – Zakładem Pojazdów Szynowych), na Wydziale Mechanicznym Konstrukcyjnym (potem Wydziale Maszyn Roboczych i Pojazdów, i po zmianach – Wydziale Samochodów i Maszyn Roboczych), która kierował aż do przejścia na emeryturę w 1975 r. Początkowo równocześnie prowadził zajęcia i kierował Katedrą Pojazdów na Wydziale Komunikacji.
W lutym 1951 r. mianowano go profesorem nadzwyczajnym, a w 1956 r. profesorem zwyczajnym. W latach 1951–1953 był Prodziekanem na Wydziale Mechanicznym Konstrukcyjnym. W roku akademickim 1954/1955 pełnił funkcję prorektora do spraw organizacji studiów kolejowych. W latach 1966–1968 był prodziekanem Wydziału Maszyn Roboczych i Pojazdów.
W ciągu długich lat powojennych pełnił także wiele funkcji w różnych instytucjach i organizacjach. Na początku 1946 r. został powołany na stanowisko Doradcy Technicznego przy Departamencie Mechanicznym Ministerstwa Komunikacji; z ramienia Ministerstwa pracował także jako konsultant Przemysłu Taboru Kolejowego. W tym też roku został delegowany do USA jako ekspert w sprawach technicznych i projektant parowozu, który miał być zakupiony dla PKP w ilości stu egzemplarzy. Od 1948 r. był członkiem korespondentem Towarzystwa Naukowego Warszawskiego, a po utworzeniu Polskiej Akademii Nauk był członkiem jej Komitetu Budowy Maszyn; członkiem Komitetu Podstaw Konstrukcji i Technologii Maszyn PAN i przewodniczącym Zespołu Ekspertyzowego Taboru Kolejowego w tym Komitecie; i także członkiem Kolegium Naukowego PAN w 1962 r.; oraz członkiem Sekcji Podstaw Budowy Maszyn i Urządzeń II Kongresu Nauki Polskiej (przewodniczącym i gł. referentem w Podsekcji Maszyn Roboczych i Transportowych). Był współtwórcą Instytutu Naukowo-Badawczego Kolejnictwa, przekształconego później w Centralny Ośrodek Badań i Rozwoju Techniki Kolejnictwa i członkiem Rady Naukowej tego Instytutu i przewodniczącym Sekcji Taboru Kolejowego Rady; i później, do końca życia, konsultantem w tym Instytucie. Był członkiem Branżowej Komisji Doradczej do spraw oceny poziomu technicznego pojazdów szynowych przy CBK PTK (później OBR PS). Był też przewodniczącym Komisji Weryfikacyjno-Egzaminacyjnej przy Wydziale Mechanicznym Politechniki Warszawskiej. Przez długie lata, wraz ze swoimi współpracownikami, wykonywał wiele prac naukowo-badawczych w ramach tzw. Gospodarstw Pomocniczych Politechniki Warszawskiej.
W latach późniejszych jego zainteresowania naukowe dotyczyły zagadnień związanych z kierunkami rozwoju pojazdów szynowych, doborem ich parametrów i charakterystyk oraz zagadnień pracy pojazdu szynowego na torze zakrzywionym.
Był wielkim zwolennikiem elektryfikacji kolei prądem przemiennym, czego w Polsce nie stosowało się
Z poślubioną w 1928 r. Jadwigą z Raczkowskich (1909–1984) miał dwie córki: Ewę (ur. 1943) i Krystynę (ur. 1947).
Zmarł 26 sierpnia 1981 r. w Warszawie, pochowany na cmentarzu Powązkowskim (kwatera 199-3-2).

## Publikacje
- Nowe kierunki w budowie silników i kotłów parowozów w Polsce (1936)[3][5]
- Parowozy, tom I i II (PWN, 1954, 1956)[8][9]
- Teoria Napędu i hamowania pociągu (PWN, 1978)[10]
- W Biurze Konstrukcyjnym Pierwszej Fabryki Lokomotyw w Polsce – Wspomnienia 1928–1937 (2004)[11]
- W Biurze Konstrukcyjnym Pierwszej Fabryki Lokomotyw w Polsce – Wspomnienia 1928–1944 (2015)[12]
- Liczne referaty i artykuły przedstawiające wyniki prowadzonych prac naukowych – publikowane w „Przeglądzie Kolejowym”, „Przeglądzie Mechanicznym”, „Archiwum Budowy Maszyn, PAN”, „Zeszytach Naukowych PW”, „Przeglądzie Technicznym”, a także jako opracowania dla Ministerstwa Komunikacji oraz jako materiały dla różnych instytucji[11]

## Ordery i odznaczenia
- Krzyż Oficerski Orderu Odrodzenia Polski (1956)[5]
- Medal 10-lecia Polski Ludowej (19 stycznia 1955)[13]
- Złota Odznaka „Przodujący Kolejarz” (1974)[5]

## Nagrody
- Nagrody pieniężne Ministra Szkolnictwa Wyższego za działalność dydaktyczną i naukową w latach 1954, 1955, i za prace w zespole programowym studiów magisterskich (1956)[5]
- Nagroda Ministra Szkolnictwa Wyższego (indywidualna, stopnia drugiego), za osiągnięcia w pracy dydaktyczno-wychowawczej (1965)[5]
- Nagrody Rektora Politechniki Warszawskiej za osiągnięcia w pracy pozaplanowej w 1966 r.; za osiągnięcia w pracy dydaktycznej i organizacyjnej w 1966 r.; za osiągnięcia w pracy naukowo-badawczej w latach, 1967, 1968, 1969 i 1970; oraz za osiągnięcia w pracy dydaktycznej i wychowawczej w 1970 r.[5]
- Nagroda Ministra Oświaty i Szkolnictwa Wyższego (zespołowa – razem z dr J. Osieckim i mgr J. Piotrowskim) za szczególne osiągnięcia w dziedzinie badań naukowych (1967)[5]
- Nagroda Ministra Szkolnictwa Wyższego (indywidualna, stopnia pierwszego) za osiągnięcia w dziedzinie dydaktyczno-wychowawczej (1975)[5]

## Galeria

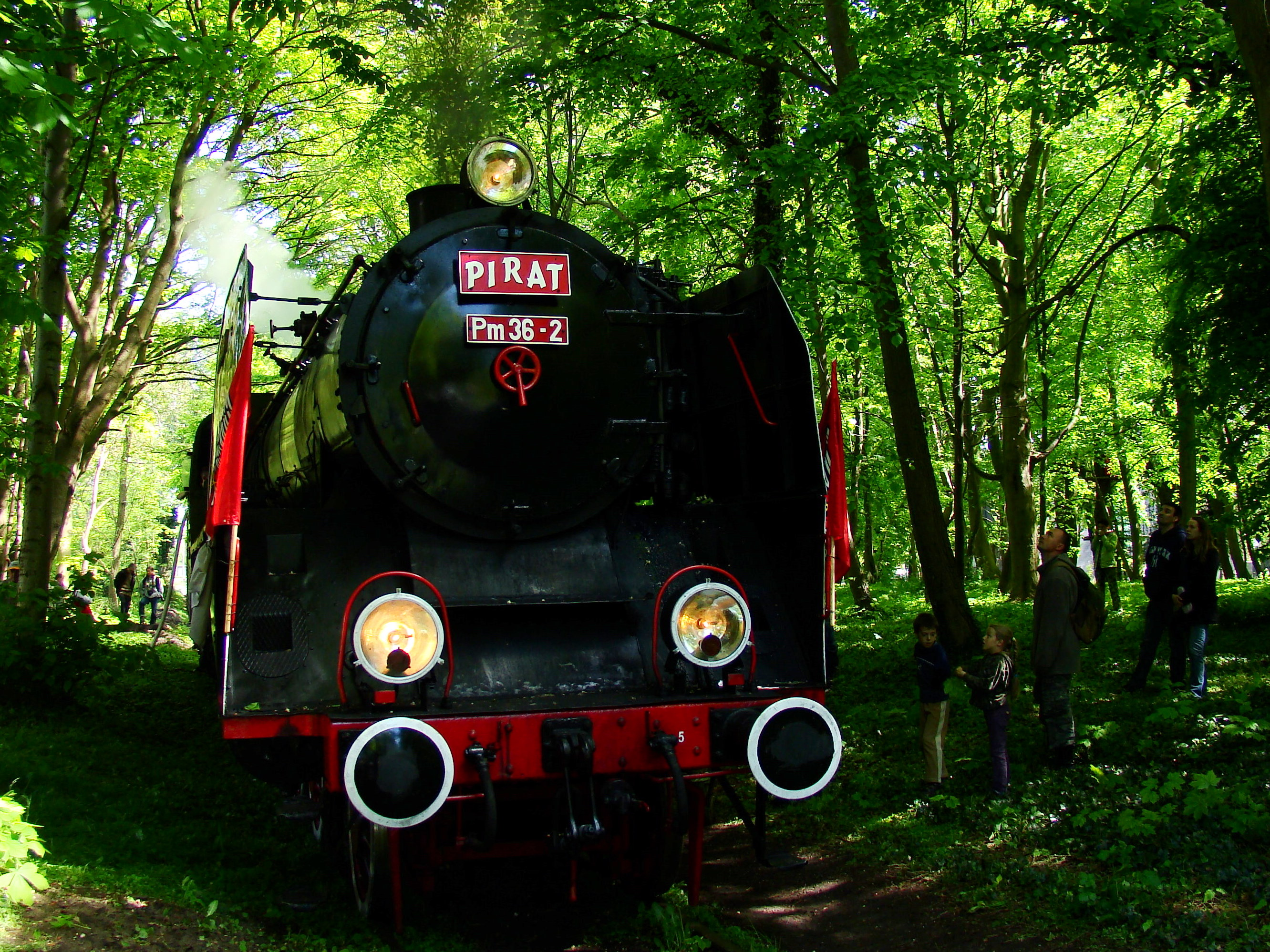
Pm36-2 z widocznymi wiatrownicami
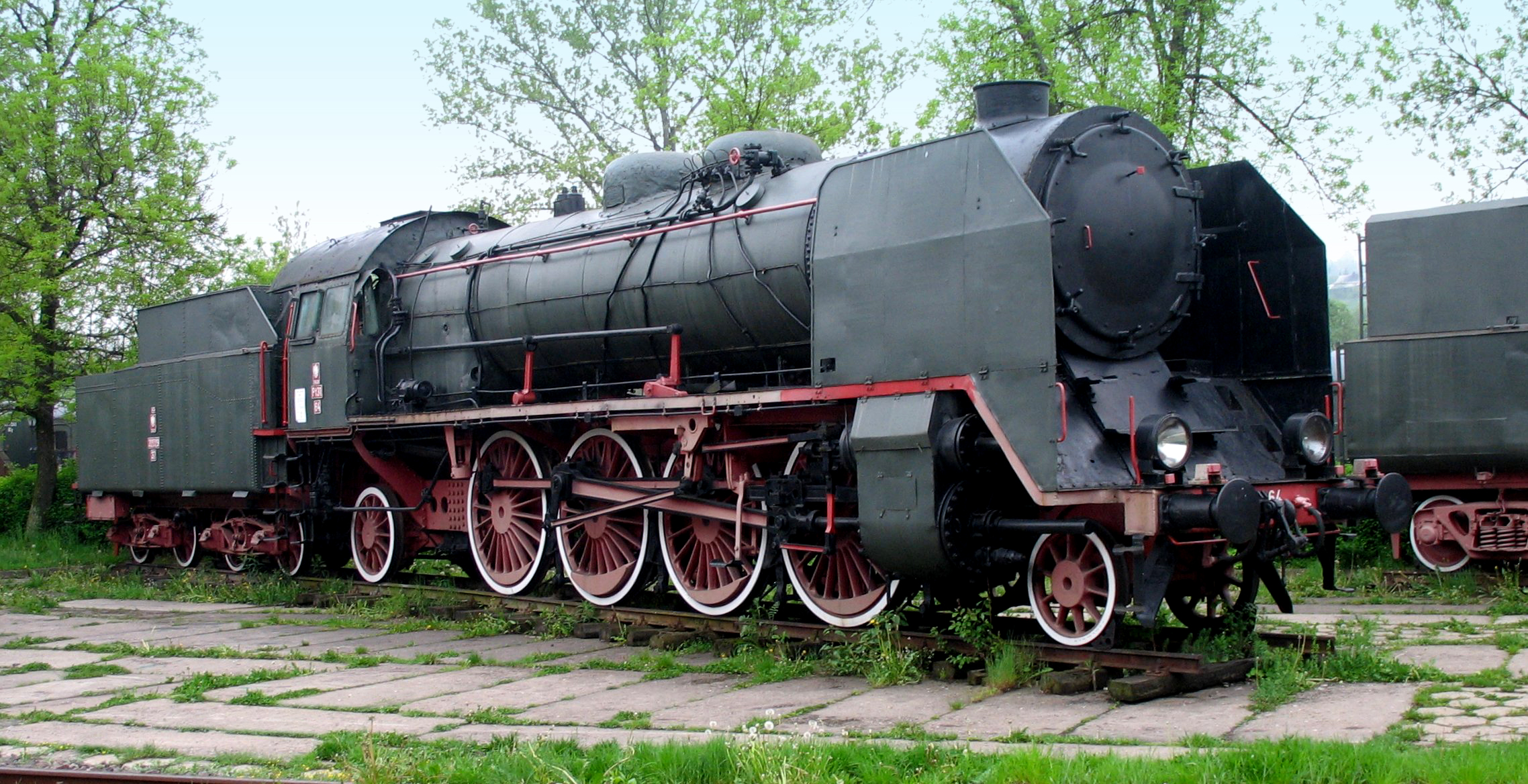
Pt31-64 w Chabówce